# Varanus ornatus
Varanus ornatus là một loài thằn lằn trong họ Varanidae. Loài này được Daudin mô tả khoa học đầu tiên năm 1803.

## Hình ảnh

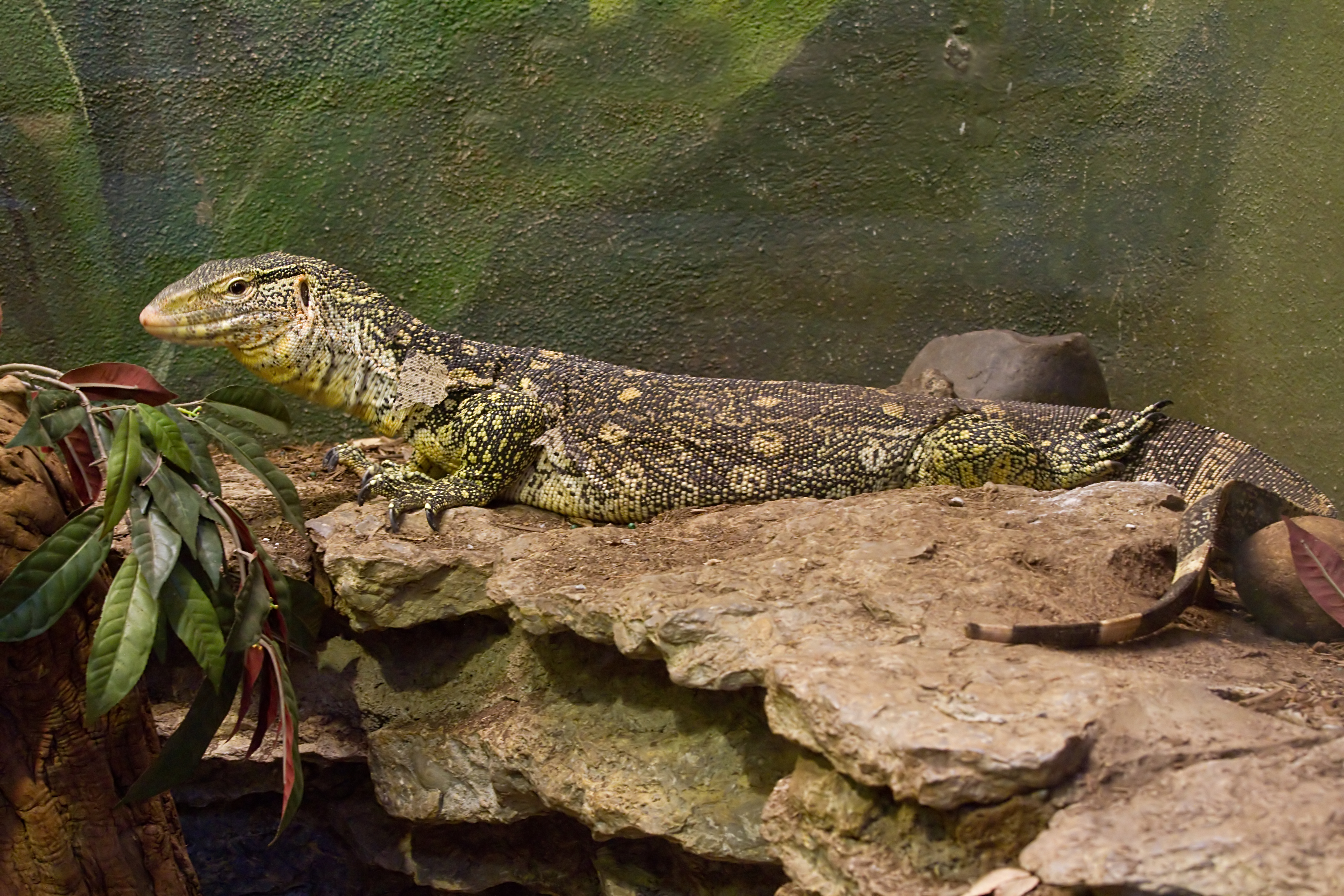
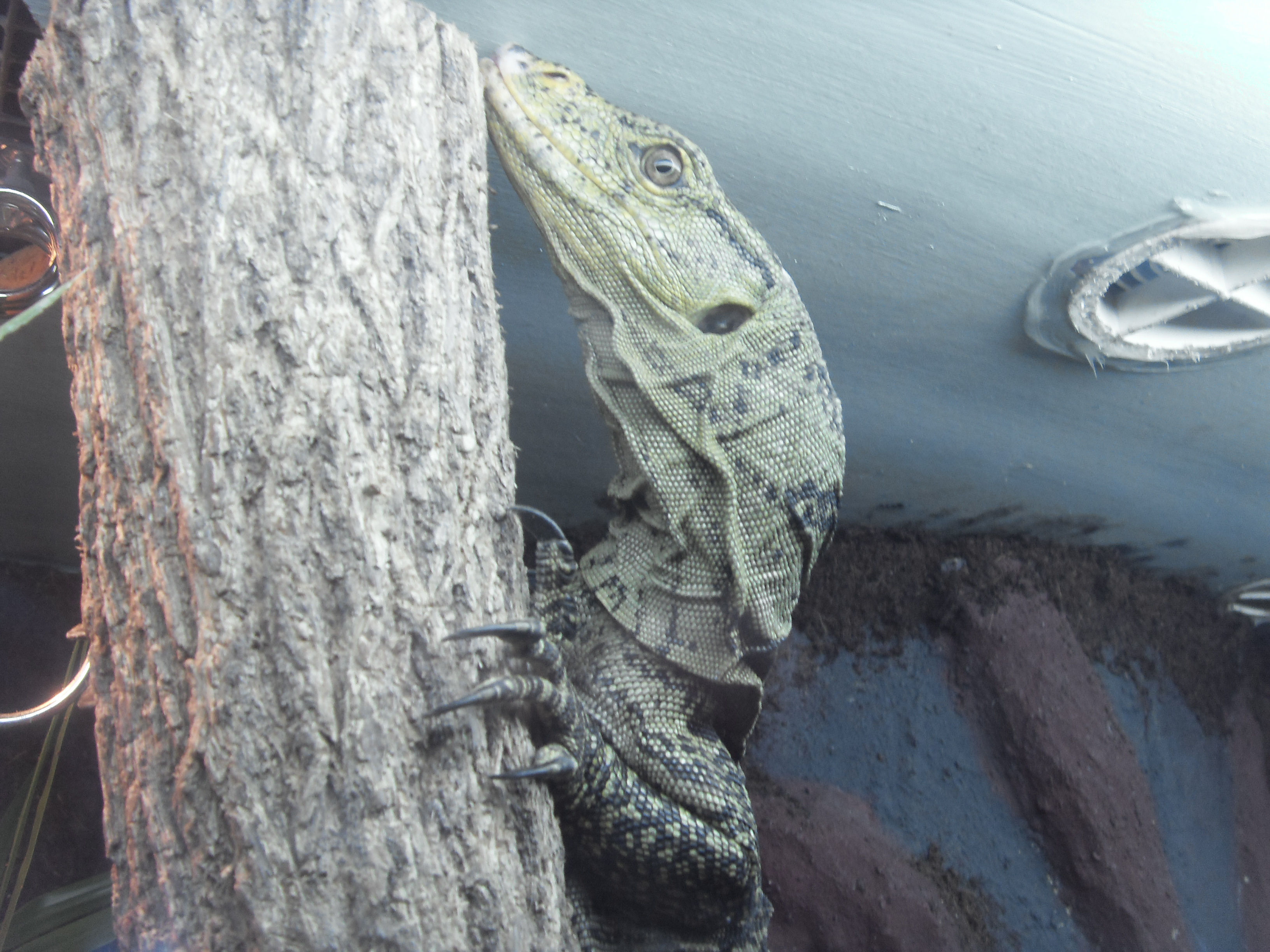